# L'Empreinte (film, 2008)
Pour les articles homonymes, voir Empreinte.
Pour plus de détails, voir Fiche technique et Distribution.
L’Empreinte, d'abord intitulé L'Empreinte de l'ange, est un film français réalisé par Safy Nebbou sorti en 2008.

## Synopsis
Elsa Valentin, une préparatrice de pharmacie dans la quarantaine, est en cours de divorce et dépressive. Alors qu'elle va chercher son fils à une fête chez un de ses camarades, elle aperçoit une petite fille de sept ans, Lola, qui la trouble profondément. Revoir la petite Lola devient une obsession pour elle, au prix de délaisser son travail et son fils.
Elle suit la famille de Lola Vigneaux, et réussit à se rapprocher de la petite fille en prétextant de visiter leur maison qui est à vendre, en prévision d'un départ de la famille à l'étranger. Elsa, dès lors, crée les coïncidences pour passer des moments avec Lola. Sa négligence pour son fils inquiète les parents d'Elsa à qui finalement elle avoue être persuadée d'avoir reconnu en Lola, sa fille morte à cinq jours dans l'incendie de la maternité où elle avait accouché. L'entourage d'Elsa s'inquiète de sa mythomanie et Claire commence à nourrir des soupçons envers cette femme qui entoure de trop près sa fille Lola.
Quelques jours plus tard, Claire oblige Elsa à lui avouer ses motivations. Devant les révélations, elle prend peur et menace Elsa. Cette dernière ne cède pas et lui demande de pratiquer des tests d'ADN pour qu'elle puisse enfin ou non faire le deuil de cette enfant qu'elle a perdue. La famille Vigneaux refuse, et Claire commence à se troubler. Après une violente lutte qui oppose les deux femmes – Elsa ayant pénétré dans leur maison pour trouver des cheveux de la petite Lola et réaliser un test d'ADN –, Elsa est au bord de craquer psychologiquement, lorsque Claire finit par venir à sa rencontre et lui avouer qu'elle était présente à la maternité lors de l'incendie. Lola est bien la fille d'Elsa.

## Fiche technique
- Titre : L'Empreinte (sorti en salles et en DVD sous le titre L'Empreinte de l'ange jusqu'à son changement de titre en 2010)

- Réalisation : Safy Nebbou
- Scénario : Cyril Gomez-Mathieu et Safy Nebbou
- Photographie : Éric Guichard
- Montage : Bernard Sasia
- Production : Michel Saint-Jean
- Sociétés de distribution : Diaphana films (France) ; Xenix Film (Suisse romande)[1]
- Pays d'origine :  France
- Langue originale : français
- Genre : drame
- Durée : 95 minutes
- Dates de sortie :
  - France, Belgique et Suisse romande : 13 août 2008[1]

## Distribution
- Catherine Frot : Elsa Valentin
- Sandrine Bonnaire : Claire Vigneaux
- Wladimir Yordanoff : Bernard Vigneaux
- Antoine Chappey : Antoine
- Michel Aumont : Alain Valentin
- Michèle Moretti : Colette
- Sophie Quinton : Laurence
- Geneviève Rey-Penchenat : Mme Corlet
- Héloïse Cunin : Lola
- Arthur Vaughan-Whitehead : Thomas
- Zacharie Chasseriaud : Jérémy
- Jérémie Nebbou : le policier
- Marie-Julie Baup : l'infirmière
- Pascal Elso : l'homme du bar
- Nouma Bordj : la cuisinière
- Alexandre Delamadeleine : le serveur
- Eric Galienne : le danseur
- Cyril Gomez-Mathieu : le barman
- Cédric Kerguillec : le marié
- Marie Montegani : Catherine
- Safy Nebbou : le client de la pharmacie
- Marie-Claire Sadler : la prof de danse
- Michel Saint-Jean : un ami
- Isabelle Siou
- Sarah Stern : la vendeuse
- Clémentine Yelnik : Anna

## Autour du film

### Changement de titre
Originellement sorti en salles puis en DVD sous le titre L'Empreinte de l'ange, le film doit changer de titre en 2010 à la suite d'un procès : L'Empreinte de l'ange est aussi le nom d'un livre de Nancy Huston publié par Actes Sud sans rapport avec le film et la maison d'édition et l'auteur détiennent les droits sur le titre. Alors que des DVD ont déjà été édités sous le premier titre dès février 2009, ils doivent être retirés du commerce et réédités sous le titre L'Empreinte.

### Autres films sur le même sujet
La même histoire est reprise dans le film américano-australien Angel of Mine (Intuitions au Québec) de Kim Farrant, sorti en 2019.
L'Enfant d'une autre est un téléfilm français de Virginie Wagon, diffusé en 2006 sur Arte.